# Fereastra Zmeilor
Fereastra Zmeilor este o formațiune geologică⁠(d) remarcabilă situată în Munții Făgăraș, parte a Carpații Meridionali din România, în județul Argeș. Această structură naturală a fost creată prin procese îndelungate de eroziune, fiind un exemplu notabil de arhitectură geomorfologică de tip arcadă. Datorită caracterului său distinctiv, Fereastra Zmeilor reprezintă un punct de atracție major pentru turiștii pasionați de drumeții și geologie, dar și pentru cei interesați de mitologie și folclorul local.

## Descriere geologică
Fereastra Zmeilor este formată din rocă dură, modelată prin eroziunea provocată de vânt și apă de-a lungul a milenii. Aceasta a rezultat într-o formațiune arcuită, cunoscută drept „fereastră”, situată la o altitudine de peste 2.200 de metri. Dimensiunile și aspectul său impunător o diferențiază în peisajul montan, transformand-o intr-un reper natural în regiunea Munților Făgăraș, care face parte din județul Argeș.
Din punct de vedere geomorfologic, formațiunea face parte dintr-un ansamblu complex de fenomene de eroziune și îngheț-dezgheț caracteristice regiunilor alpine, care contribuie la fragmentarea și modelarea peisajului. Fereastra Zmeilor este rezultatul unui echilibru între forțele naturale de eroziune și rezistența materialelor geologice din care este compusă, ilustrând dinamica continuă a reliefului montan.

## Trasee de acces
Fereastra Zmeilor este un obiectiv turistic montan situat în Munții Făgăraș, accesibil pe un traseu bine marcat cu triunghi galben, cu o durată de aproximativ 2 ore și 30 de minute din Cabana Capra.
Descrierea traseului: Pornind de la cabană, se traversează podul peste râul Capra și se ajunge pe Transfăgărășan. După aproximativ 1,5 km, se părăsește șoseaua și se urmează un drum ce însoțește pârul Fundu Caprei. Traseul se desfășoară în cea mai mare parte prin pădure, cu porțiuni de urcare moderată. După traversarea unui pârâiaș și urcarea unui prag înverzit, se ajunge în căldărușa estică Fundu Caprei, zonă pitorească, cu peisaje montane impresionante, unde se află un refugiu Salvamont. De aici, pe o porțiune scurtă, se ajunge la Fereastra Zmeilor.
Avertismente: Traseul este accesibil în general turiștilor cu o condiție fizică medie, însă necesită echipament adecvat de drumeție. În perioada de iarnă, traseul este recomandat doar alpiniștilor experimentați datorită condițiilor meteo imprevizibile și a pericolului de avalanșă.
Marcaj: Triunghi galben
Durata: 2 ore și 30 de minute (dus), 2 ore (întors)
Dificultate: Medie
Sezon: Primăvară, vară, toamnă 

## Importanță turistică
Datorită peisajului său impresionant și a legendei sale, Fereastra Zmeilor este un punct de atracție turistică important în Munții Făgăraș, județul Argeș. Vizitatorii vin aici nu doar pentru a admira frumusețea naturală, ci și pentru a se bucura de liniștea și aerul curat al zonei montane. 
În perioada de vară, zona este destul de accesibilă pentru drumeții, însă iarna, datorită zăpezii și gheții, accesul devine mult mai periculos, fiind recomandat doar alpiniștilor cu experiență și echipament adecvat.